# فرودگاه سوا پان
فرودگاه سوا پان (به انگلیسی: Sua Pan Airport) (به زبان بومی: Sowa Airport) یک فرودگاه همگانی با کد یاتا SXN است که، یک باند فرود آسفالت دارد و طول باند آن ۱۶۴۰ متر است. این فرودگاه در کشور بوتسوانا قرار دارد و در ارتفاع ۹۱۰ متری از سطح دریا واقع شده است.